# Krisztológia
A krisztológia (görögül a krisztosz jelentése: felkent) a keresztény teológia azon ága, amely elsősorban Jézus Krisztus természetével és személyével foglalkozik a bibliai evangéliumok és Újszövetség alapján. Elsődleges kutatási területe Jézus természetének és személyének kapcsolata az Atya Istennel. A krisztológia célja, hogy Jézus életének (mit tett), tanításainak (mit mondott) tanulmányozásával jobban érthetővé váljon Jézus személye és a megváltásban betöltött szerepe.
Az apostoli kor krisztológiájának legfőbb összetevői Pál apostolnak azok a tanításai, melyben Krisztus preegzisztenciáját fejti ki, ill. Krisztus Úrként (Kyrios: Úr) való imádásával foglalkozik.
Az apostoli kor után heves viták folytak az egyházban számos teológiai témában, köztük a krisztológiában is. Ennek eredményeként született meg a kalkedóniai zsinat (Chalcedonian Consessus), mely a mai napig széles körben elfogadott a keresztény világon belül. A középkorban Aquinói Szent Tamás dolgozta ki a krisztológiát, mint tudományos rendszert. Előtérbe került Jézus Krisztus emberbaráti karaktere, amely Jézust barátként, szeretet forrásaként, vígasztalóként ábrázolta, nem csupán Úrként.
A modern kor Krisztológiájának célja, hogy a keresztény hit lényegét összefoglalva hangsúlyozza: Isten emberré lett Jézus Krisztus személyében.